# Leslie Brooks
Leslie Brooks właś. Virginia Leslie Gettman (ur. 13 lipca 1922 w Lincoln, zm. 1 lipca 2011 w Los Angeles) – amerykańska aktorka filmowa.